# 卡劳利诺耶村委员会
卡劳利诺耶村委员会（俄语：Караулинский сельсовет）是俄罗斯联邦阿斯特拉罕州卡梅贾克区所属的一个村委员会。其下辖有6个居民点，行政中心为卡劳利诺耶。据2015年统计，该村委员会的人口为2296人。